# Рјуге Сурјарв
Рјуге Сурјарв (ест. Rõuge Suurjärv) малено је глацијално језеро на крајњем јуоистоку Естоније на територији округа Вирума, северозападно од побрђа Ханја.
Са максималном дубином од 38 метара најдубље је језеро у Естонији (просечна дубина језера је око 11,8 метара). Максимална дужина језера је 585 метара, ширина око 300 километара, а површина језерске акваторије 13,5 хектара. Храни се преко подземних извора. Језеро се налази у сливном подручју реке Нарве, односно у басену Финског залива Балтичког мора.